# The Distance (Mariah Carey)
The Distance è un singolo promozionale della cantautrice statunitense Mariah Carey, quinta traccia del suo quindicesimo album in studio Caution. Il brano vede la collaborazione del rapper Ty Dolla Sign ed è stata prodotta dalla stessa cantante con Skrillex, Lido e Poo Bear.

## Pubblicazione
La canzone è stata pubblicata come secondo singolo promozionale il 18 ottobre 2018 insieme a data di uscita e preordine dell'album.

## Descrizione
Nel brano la cantautrice usa una cadenza molto vicina al rap, tecnica che aveva già usato precedentemente in altri suoi brani.

## Esibizioni dal vivo
The Distance è stata cantautrice per la prima volta dal vivo al Tonight Show starring Jimmy Fallon insieme a Ty Dolla Sign. La cantautrice ha eseguito il brano anche durante il suo tour asiatico nell'autunno del 2018 e sempre nello stesso anno durante i suoi concerti natalizi in Europa.